# Nenê (football, 1981)
Pour les articles homonymes, voir Nene.
Anderson Luis de Carvalho, plus connu sous le nom de Nenê, né le 19 juillet 1981 à Jundiaí (Brésil), est un footballeur brésilien jouant au poste de milieu gauche ou d'attaquant. Il joue actuellement pour le club brésilien du EC Juventude.
Recruté à l'été 2010 par le Paris Saint-Germain, il est élu meilleur joueur étranger de Ligue 1 et remporte le championnat de France en 2013.

## Biographie

### Débuts au Brésil (1993-2003)
Après des débuts en foot en salle dès l'âge de 6 ans, Nenê rejoint une décennie plus tard le Paulista Futebol Club, le club du quartier de Jundiai à Sao Paulo avec lequel il débute en professionnel.
Il quitte son club formateur dès l'âge de 20 ans mais reste dans sa ville natale sous les couleurs de Palmeiras (24 matches, 5 buts). Un an plus tard, c'est au Santos FC que le gaucher poursuit sa carrière. 
Il s'illustre tant en championnat (8 buts en 22 matches) qu'en Copa Libertadores (finaliste malheureux face aux Argentins de Boca Juniors en 2003) et attire logiquement les regards de l'autre côté de l’Atlantique.

### Clubs espagnols (2003-2007)

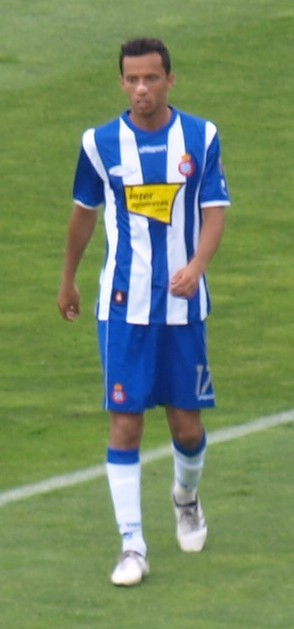
Nenê sous le maillot de l'Espanyol Barcelone.

À l'été 2003, à 22 ans, le Brésilien débarque en Espagne, au Real Majorque (2 buts en 29 matches de Liga en 2003-2004), avant de rejoindre le Deportivo Alavés (78 matches et 21 buts en championnat en deux saisons, la première en deuxième division, la seconde en Liga).
C'est ensuite au Celta de Vigo qu'il poursuit sa progression. Malgré la rétrogradation de son club, Nenê surnage, est la star sur son côté gauche et marque contre toutes les grosses équipes du championnat : Séville FC, Real Madrid et FC Barcelone.
Après la descente de Vigo en 2007 et l'obtention de sa double nationalité espagnole, il signe pour quatre ans à l'AS Monaco. Désormais Monégasque, il évoluera de nouveau sous les ordres de Ricardo, un entraîneur qui l’avait dirigé en équipe du Brésil olympique lors de l’année 2003 (4 sélections, 1 but).

### AS Monaco (2007-2010)
Avec l'AS Monaco, il est  le 3e meilleur passeur du championnat avec 9 passes. Convoité par de très nombreux club au mercato estival 2008, l'ASM fait tout pour conserver son excellent milieu gauche. Mais Nenê, en conflit avec son entraîneur Ricardo (pourtant à l'origine de son arrivée), est finalement prêté avec option d'achat le 30 août 2008 à l'Espanyol de Barcelone.
À l'issue de la saison, le nouvel entraîneur de l'ASM, Guy Lacombe tient à son retour, et demande à ses dirigeants de refuser son départ. Dans le même temps, l'Espanyol se révèle incapable de mettre les 6 millions d'euros requis. Nenê revient alors sur le rocher où il s'impose très rapidement comme titulaire.
Lors du mois d'octobre 2009, il inscrit un doublé contre Lens durant la 9e journée de L1, ce qui le propulse meilleur buteur du championnat, avec 7 réalisations en 9 matchs, exploit qu'il réédite la semaine suivante contre Boulogne-sur-Mer, grâce à deux buts sur coup franc. Il inscrit son 10e but sur pénalty contre Valenciennes. Après la moitié de la saison, celui-ci est classé 2e au classement des buteurs.
Pour repartir sur de bonnes bases et continuer à se hisser sur le podium du classement des buteurs de Ligue 1, Nenê récidive et inscrit un doublé à domicile contre Sochaux qui lui permet d'occuper provisoirement la place de meilleur buteur du championnat. Il finit la saison à la 7e place avec 14 buts marqués.

### Paris-Saint-Germain

#### Première saison au PSG (2010-2011)
Le 12 juillet 2010, il s'engage officiellement pour trois ans avec le Paris Saint-Germain pour un transfert d'un montant estimé à 5,5 millions d'euros. Son salaire est estimé à 335 000 euros brut mensuels, soit la deuxième plus grosse rémunération du PSG.
Il marque son premier but sous ses nouvelles couleurs dès la première journée de Ligue 1 face à l'AS Saint-Étienne et s'impose très vite comme un joueur indispensable du dispositif parisien. En 24 journées de championnat, Nenê est déjà auteur de 13 buts, ce qui en fait le troisième meilleur buteur de Ligue 1 à la mi-saison derrière le Lillois Moussa Sow et le Lorientais Kevin Gameiro. Il signe notamment deux doublés consécutifs contre Valenciennes et Monaco lors des 17e et 18e journées.
Ses performances de très haut niveau durant cette première partie de saison lui permettent de gagner le Trophée UNFP du joueur du mois de décembre 2010.
En ce dernier mois de 2010, il est aussi élu meilleur joueur de Ligue 1 par France Football.
À partir du match Stade rennais-Paris SG, début février 2011, le joueur change de numéro : il délaisse son ancien numéro 19 et porte désormais le numéro 10, laissé vacant par Stéphane Sessègnon, parti à Sunderland au mercato d'hiver, avec la ferme intention de perpétuer la réussite des numéros 10 brésiliens au PSG (Raí, Ronaldinho, etc.). En 2011, malgré six passes décisives il ne retrouve les filets de Ligue 1 que le 30 avril ou il réalise un match de haute volée en marquant et en délivrant une passe décisive face à Valenciennes (3-1). Il est également à l'origine du but de Clément Chantôme contre l'Olympique de Marseille.
Pour sa première saison au Paris Saint-Germain, Nenê inscrit au total 14 buts en championnat et délivre 7 passes décisives, soit plus que sa précédente saison à l'AS Monaco.

#### L'explosion avec Paris (2011-2012)
En 2011, Qatar Sports Investments achète 70 % des parts du club.

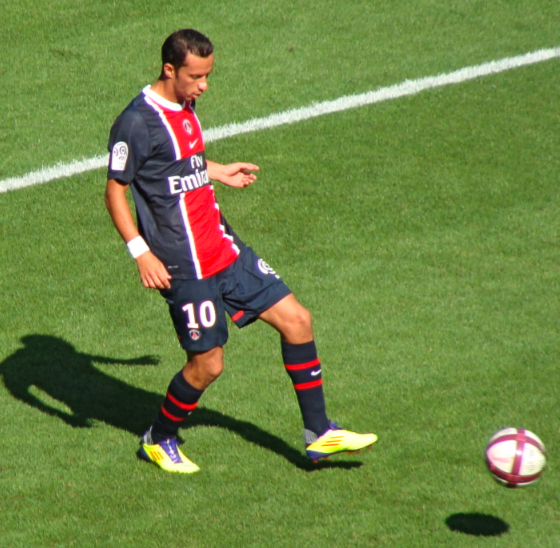
Luis Nenê au PSG en 2011-2012.

Les dirigeants de QSI, par l'intermédiaire de Nasser Al-Khelaïfi, fixent des objectifs ambitieux et apportent des moyens financiers considérables : 100 millions d'euros pour recruter des joueurs lors de l'été 2011, voulant remporter le championnat de France. Mohammed Sissoko, Salvatore Sirigu, Kevin Gameiro, Blaise Matuidi, Jéremy Menez, Javier Pastore arrivent notamment au PSG.  
Le 29 octobre 2011, il réalise un doublé face à Caen au Parc des Princes et son équipe l'emporte 4-2. Il gagne également à la fin du mois le trophée du joueur du mois d'octobre aux Trophée du joueur du mois UNFP.
Le 14 janvier 2012, il marque deux buts aux 38e et 68e minutes pour une victoire 3-1 du Paris-Saint-Germain face à Toulouse. Cela lui permet d’entrer dans le Top 20 des buteurs du PSG en matches officiels.
Le 22 avril 2012, contre Sochaux (6-1), Nenê a inscrit son cinquième doublé de la saison au Parc des Princes, et entre dans l’histoire du PSG puisqu’il devient le deuxième joueur à avoir inscrit cinq doublés en une saison après Carlos Bianchi, lors de l’exercice 1977-1978.
Le 6 mai 2012, contre Valenciennes il entre dans le Top 10 des buteurs du PSG en matchs officiels à égalité avec David Ginola (44 buts).
Le 13 mai 2012 lors de la 37e journée de championnat, Nenê inscrit le premier triplé de sa carrière contre Rennes (3-0) au Parc des Princes et monte son total à 21 buts.
Nenê termine la saison 2011-2012 vice-champion de France avec le Paris Saint-Germain à trois points de Montpellier.
Au terme de cette saison, Nenê se classe deuxième meilleur buteur de Ligue 1 avec 21 buts (soit autant que le meilleur buteur Olivier Giroud dont 11 penalties), et quatrième meilleur passeur du championnat avec 11 passes décisives. Il est sélectionné pour le titre de meilleur joueur de Ligue 1 de l'année aux côtés d'Olivier Giroud, Younès Belhanda et d'Eden Hazard, c'est finalement ce dernier qui remporte le titre.
En préparation pour la nouvelle saison le Paris Saint-Germain affronte Chelsea et après un mouvement de Javier Pastore, à l'affût Nenê marque le seul but de son équipe. Avec les arrivées de Zlatan Ibrahimović et Ezequiel Lavezzi, le Brésilien voit la concurrence augmenter au sein de l'effectif parisien.

#### La fin d'une histoire (2012-2013)

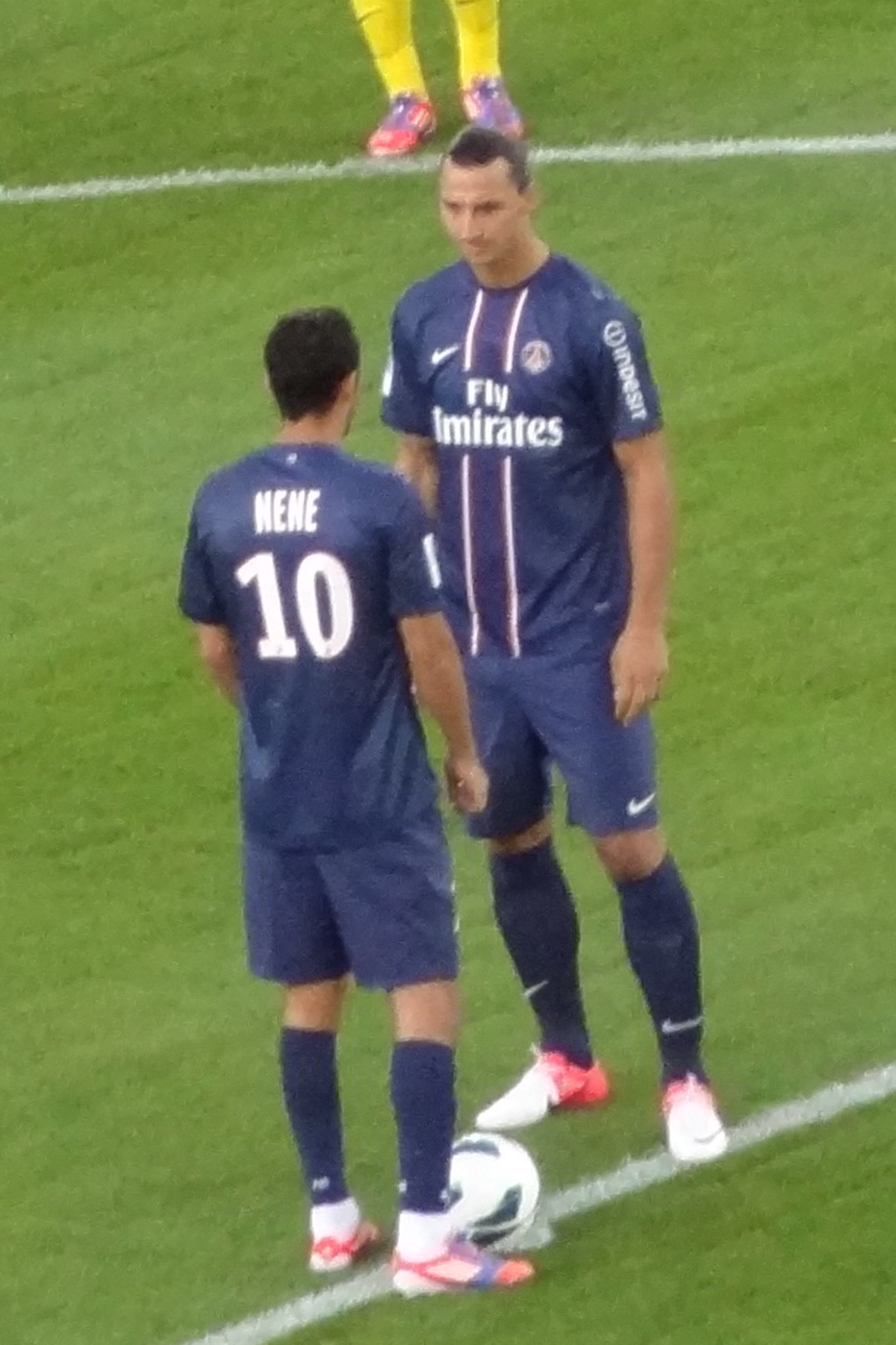
Nenê face à Zlatan Ibrahimović lors du Tournoi de Paris.

Le 11 août 2012 face à Lorient Nenê commence la saison sur le banc des remplaçants. Mené 2-0, le Brésilien entre sur la pelouse et offre une passe décisive à Zlatan Ibrahimović le Paris Saint-Germain par la suite égalisera sur penalty.
Nenê dispute son premier match en Ligue des champions face au Dynamo Kiev en rentrant en fin de rencontre, il offre directement une nouvelle passe décisive pour Javier Pastore. Le Paris Saint-Germain s'impose 4-1 pour son retour dans la compétition reine du football européen.
Nenê continue de marquer des points en réussissant deux nouvelles passes décisives face à Bastia. De nouveau titulaire, cette fois-ci face au FC Porto, il a beaucoup de difficultés à jouer en soutien de Zlatan Ibrahimović et Jérémy Ménez. Habitué à jouer sur un côté, Nenê ne brille pas, mais comme l'équipe parisienne s'incline 1-0, il ne dispute pas le classico face à l'Olympique de Marseille, où le PSG tient le match nul.
Lors de la 9e journée, le Paris Saint-Germain rencontre le Stade de Reims, Nenê est titularisé mais se blesse à la pommette. Remplacé à la mi-temps par Jérémy Ménez, il restera absent des terrains pendant un mois. À cette date, le co-meilleur buteur de la saison précédente n'avait toujours pas trouvé le chemin des filets, s'imposant néanmoins comme meilleur passeur du PSG. De retour face au Stade rennais, Nenê inscrit son premier but de la saison lors de la défaite 2-1 de son équipe. Nenê portait un masque lors du match pour protéger sa pommette.

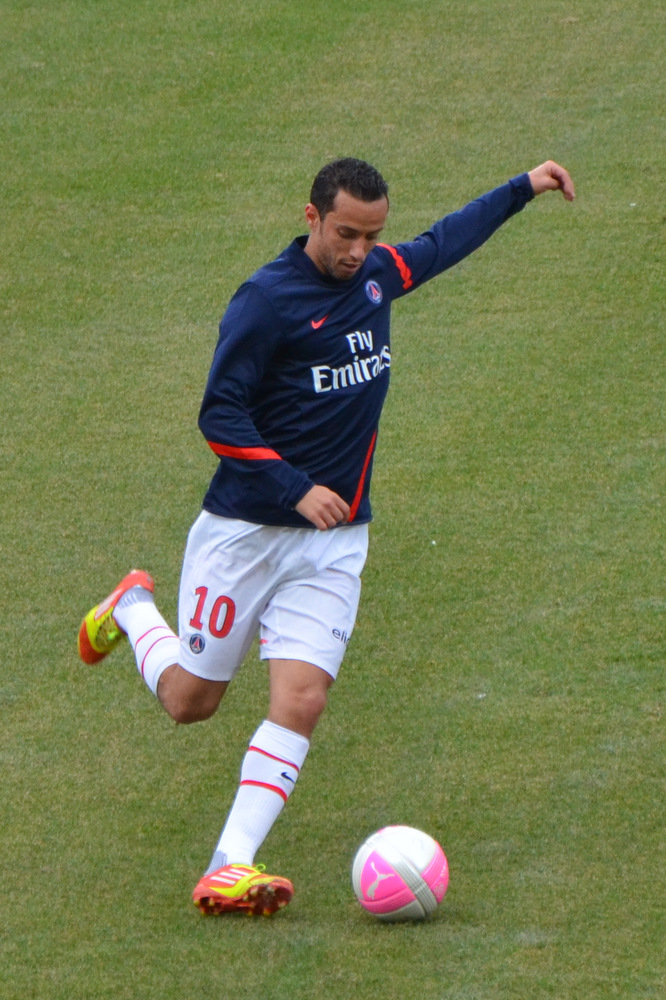
Nenê sous les couleurs du Paris Saint-Germain.

Non-convoqué par Carlo Ancelotti lors des trois derniers matches, le Brésilien ne s’entraîne plus et annonce son départ du club de la capitale en disant : « J’adore la ville, le PSG et ses supporters, qui m’ont toujours traité avec beaucoup de respect. À travers les réseaux sociaux, je reçois personnellement beaucoup de messages de supporters me demandant de rester. C’est une décision difficile, mais je pense qu’il est temps pour moi de prendre un nouveau chemin dans ma carrière. Je pense que nous allons trouver un accord pour mettre fin à mon contrat et me libérer des six mois restants » a annoncé le footballeur, qui sait que son contrat, qui prendra fin en juin 2013, ne sera pas prolongé et qu’il devra trouver un autre club au mois de janvier. Le 19 décembre 2012, il demande à quitter le PSG et rejoindre le Brésil dès le 20 décembre 2012, le soir, afin de passer les fêtes de Noël en compagnie de sa famille.
Le 9 janvier 2013, Christophe Jallet s'exprime sur le cas Nenê : « C’est un joueur qui a apporté beaucoup de choses au Paris Saint-Germain depuis qu’il est arrivé, c’est un joueur très talentueux. Quoi qu’il arrive, ce sera une perte s’il s’en va, mais ce n’est pas encore le cas ». De nombreux clubs s'intéressent alors à Nenê, notamment Santos, le Milan AC, Schalke 04 ou encore le Beşiktaş JK, mais en janvier 2013, il s'engage finalement avec l'équipe qatari d’Al-Gharafa jusqu’en juillet 2015, pour un salaire annuel estimé à 4.5 millions d’euros.
Le 23 janvier 2013, le joueur fait ses adieux au public du Parc des Princes à la mi-temps du match contre Toulouse où il assiste à la victoire de ses anciens coéquipiers. Le 12 mai 2013, le PSG devient Champion de France 2013, un titre qui revient également à Nenê.

### Al Gharafa (2013-2015)

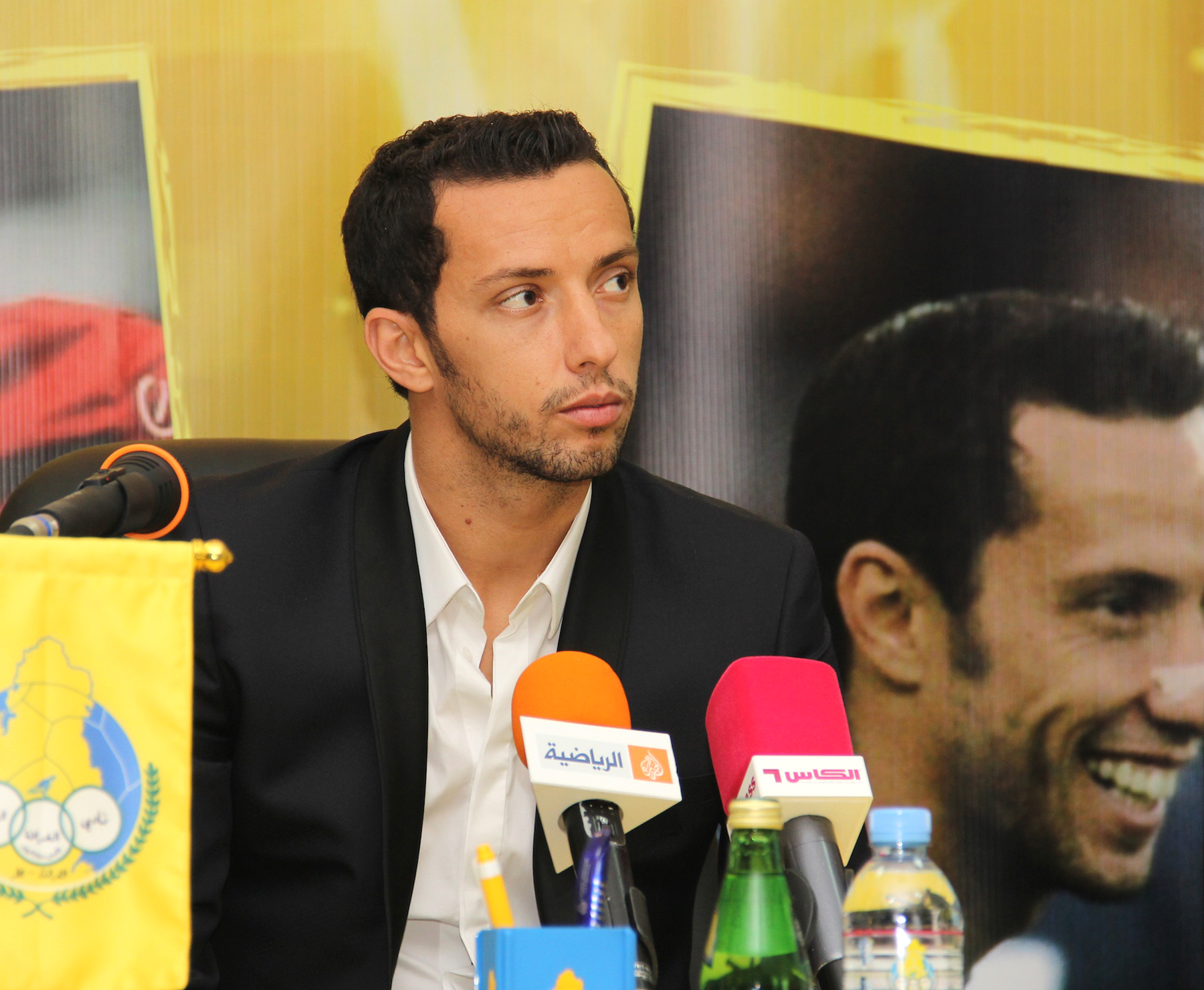
Nenê lors de sa présentation à Doha en 2013.

Le 22 janvier 2013, Nenê joue son premier match avec Al-Gharafa, dans lequel il délivre une passe décisive et marque un but. Lors du chaud derby entre son club, Al-Gharafa, et Al-Arabi, le brésilien est à l'origine d'une bagarre générale où il agresse le joueur marocain Houssine Kharja d'une manchette en pleine tête alors qu'il venait de se faire expulser et que son adversaire l'empêchait de s'expliquer avec l'arbitre. Alors que ses coéquipiers l'écartent du reste de l'équipe adverse, le no 10 brésilien voit son homologue marocain lui sauter dessus pour se venger avant que tout le monde ne s'en mêle. Il encourt une longue suspension. Dès le lendemain, les deux footballeurs publient une photo où on les voit se réconcilier. Il écope finalement de 9 matchs de suspension et d'une amende de 67 000 € tandis que Kharja, qu'il a agressé, se voit suspendu pendant 10 rencontres et amendé de 78 000 €.

### West Ham (2015)

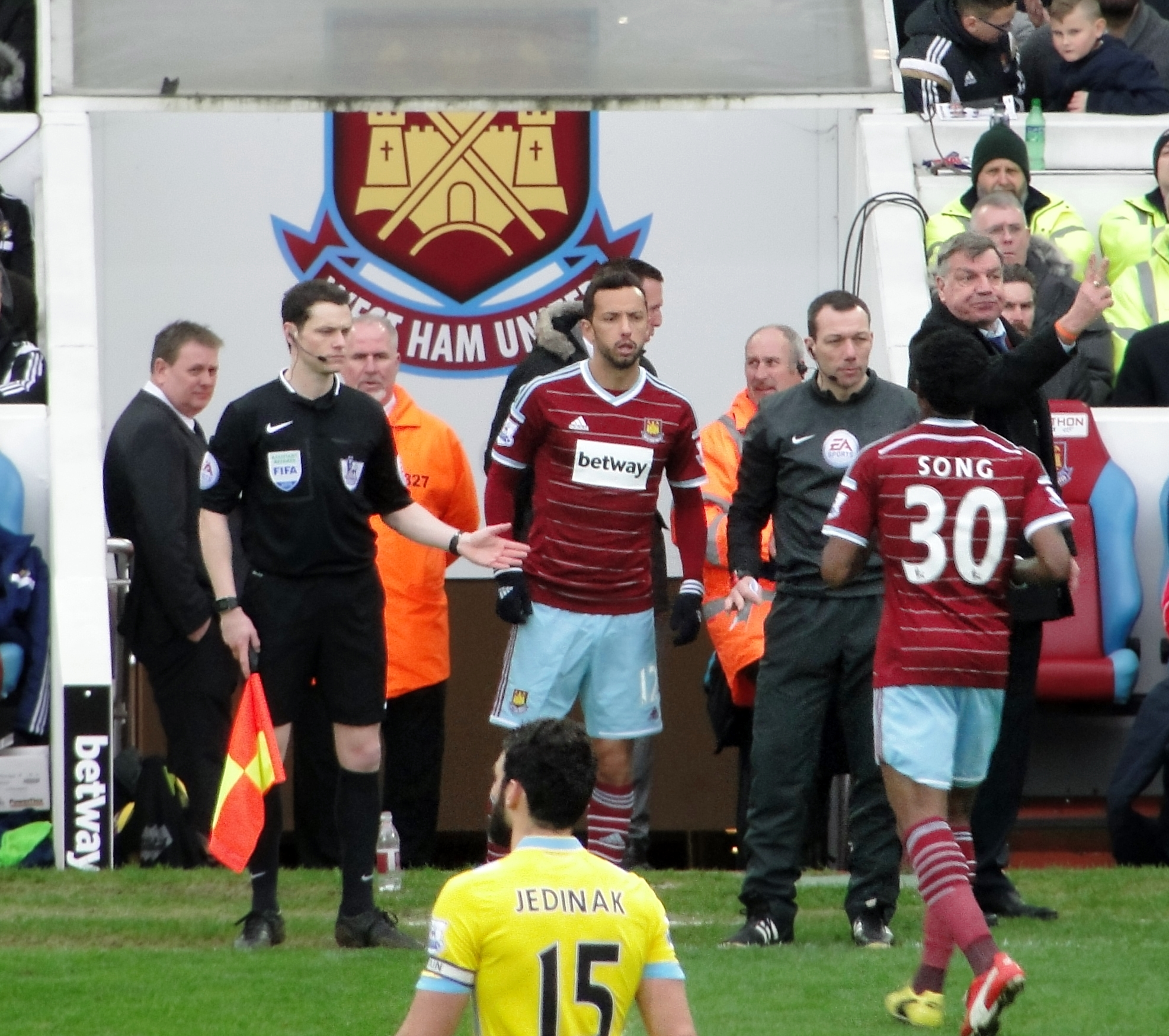
Nenê entrant en jeu avec West Ham.

Le 28 janvier 2015, il résilie son contrat le liant avec le club qatari et signe ensuite à West Ham en Premier League. Cependant, le 28 mai 2015, il ne prolonge pas et quitte le club anglais. 

### Retour au Brésil (depuis 2015)
Le 5 août 2015, il signe au Vasco da Gama. Retourné en Europe où il a fait six mois en demi-teinte à West Ham, le buteur de 34 ans, un temps convoité par l’Olympiacos, a finalement décidé de retourner au Brésil, actuellement avant-dernier du Championnat brésilien. Toutefois, Vasco da Gama a fini le championnat à la 18e place au début de ce mois de décembre et fin de championnat, et sera donc relégué en Serie B la saison prochaine. Il est tout de même élu meilleur joueur du championnat brésilien.
La formation de Vasco n’a pas raté son entrée en matière en Série B avec une large victoire acquise face à Sampaio Corrêa, quatre buts à zéro. Et l’homme du match a été une fois de plus le meneur de jeu, Nenê qui s’est offert un triplé lors de cette partie. Déjà indispensable lors de la victoire dans le championnat Carioca, il a de nouveau démontré son importance avec ce triplé qui lance parfaitement sa saison comme l’a confié son entraineur, Jorginho après le match.
Le 29 janvier 2018, il s'engage au São Paulo FC. Le milieu offensif retrouve sa terre natale, lui qui est né à Jundiaí, ville de l’état de Sao Paulo. Le 13 juin 2018, Nenê a inscrit un but exceptionnel avec une frappe de l’intérieur du pied qui est venue se loger dans la lucarne du gardien de l'EC Vitoria.
En juillet 2019, il s'engage avec Fluminense. Depuis le début de l'année 2020, le Brésilien est même le meilleur buteur du club carioca. Avec de sacrées perles, comme une talonnade victorieuse dans le derby face à Flamengo (0-1) ou une somptueuse volée, dans un autre derby, contre Botafogo (3-0). Pour sa dernière sortie, en Coupe du Brésil, contre Moto Club, il est encore sorti de sa boîte pour aider le Flu à l'emporter après avoir été mené (4-2). Un doublé, avec notamment un but sur coup franc. Le premier depuis mai 2018.
Le 14 septembre 2021, le club de Série B du Vasco da Gama annonce le retour de Nenê, alors âgé de 40 ans.

## Statistiques détaillées
| Saison                | Club                         | Championnat           | Championnat | Championnat | Championnat | Coupe nationale | Coupe nationale | Coupe nationale | Coupe de la Ligue | Coupe de la Ligue | Coupe de la Ligue | Supercoupe | Supercoupe | Supercoupe | Compétition(s) continentale(s) | Compétition(s) continentale(s) | Compétition(s) continentale(s) | Compétition(s) continentale(s) | Championnat régional | Championnat régional | Championnat régional | Total | Total | Total |
| Saison                | Club                         | Division              | M.          | B.          | P.d.        | M.              | B.              | P.d.            | M.                | B.                | P.d.              | M.         | B.         | P.d.       | Comp.                          | M.                             | B.                             | P.d.                           | M.                   | B.                   | P.d.                 | M.    | B.    | P.d.  |
| 2002                  | SE Palmeiras                 | Brasileirão           | 24          | 5           | 0           | -               | -               | -               | -                 | -                 | -                 | -          | -          | -          | -                              | -                              | -                              | -                              | 5                    | 3                    | 0                    | 29    | 8     | 0     |
| 2003                  | Santos FC                    | Brasileirão           | 25          | 8           | 0           | -               | -               | -               | -                 | -                 | -                 | -          | -          | -          | CL+CS                          | 11+1                           | 3+0                            | 0                              | -                    | -                    | -                    | 37    | 11    | 0     |
| 2003-2004             | RCD Majorque (prêt)          | Primera División      | 29          | 2           | 3           | 1               | 0               | 0               | -                 | -                 | -                 | -          | -          | -          | C3                             | 6                              | 0                              | 0                              | -                    | -                    | -                    | 36    | 2     | 3     |
| 2004-2005             | Deportivo Alavés             | Liga Adelante         | 40          | 12          | 4           | -               | -               | -               | -                 | -                 | -                 | -          | -          | -          | -                              | -                              | -                              | -                              | -                    | -                    | -                    | 40    | 12    | 4     |
| 2005-2006             | Deportivo Alavés             | Primera División      | 38          | 9           | 5           | -               | -               | -               | -                 | -                 | -                 | -          | -          | -          | -                              | -                              | -                              | -                              | -                    | -                    | -                    | 38    | 9     | 5     |
| Sous-total            | Sous-total                   | Sous-total            | 78          | 21          | 9           | -               | -               | -               | -                 | -                 | -                 | -          | -          | -          | -                              | -                              | -                              | -                              | -                    | -                    | -                    | 78    | 21    | 9     |
| 2006-2007             | Celta de Vigo                | Primera División      | 38          | 8           | 4           | 1               | 0               | 0               | -                 | -                 | -                 | -          | -          | -          | C3                             | 9                              | 1                              | 0                              | -                    | -                    | -                    | 48    | 9     | 4     |
| 2007-2008             | AS Monaco FC                 | Ligue 1               | 28          | 5           | 9           | 1               | 0               | 0               | 2                 | 2                 | 0                 | -          | -          | -          | -                              | -                              | -                              | -                              | -                    | -                    | -                    | 31    | 7     | 9     |
| 2008-2009             | AS Monaco FC                 | Ligue 1               | 1           | 0           | 0           | -               | -               | -               | -                 | -                 | -                 | -          | -          | -          | -                              | -                              | -                              | -                              | -                    | -                    | -                    | 1     | 0     | 0     |
| 2009-2010             | AS Monaco FC                 | Ligue 1               | 34          | 14          | 4           | 6               | 1               | 2               | 1                 | 0                 | 0                 | -          | -          | -          | -                              | -                              | -                              | -                              | -                    | -                    | -                    | 41    | 15    | 6     |
| Sous-total            | Sous-total                   | Sous-total            | 63          | 19          | 13          | 7               | 1               | 2               | 3                 | 2                 | 0                 | -          | -          | -          | -                              | -                              | -                              | -                              | -                    | -                    | -                    | 73    | 22    | 15    |
| 2008-2009             | Espanyol de Barcelone (prêt) | Liga                  | 35          | 4           | 7           | 4               | 0               | 3               | -                 | -                 | -                 | -          | -          | -          | -                              | -                              | -                              | -                              | -                    | -                    | -                    | 39    | 4     | 10    |
| 2010-2011             | Paris SG                     | Ligue 1               | 35          | 14          | 7           | 5               | 2               | 6               | 1                 | 0                 | 0                 | 1          | 0          | 0          | C3                             | 9                              | 4                              | 2                              | -                    | -                    | -                    | 51    | 20    | 15    |
| 2011-2012             | Paris SG                     | Ligue 1               | 35          | 21          | 11          | 4               | 4               | 2               | 1                 | 0                 | 0                 | -          | -          | -          | C3                             | 7                              | 2                              | 2                              | -                    | -                    | -                    | 47    | 27    | 15    |
| 2012-2013             | Paris SG                     | Ligue 1               | 9           | 1           | 4           | -               | -               | -               | 1                 | 0                 | 0                 | -          | -          | -          | C1                             | 4                              | 0                              | 1                              | -                    | -                    | -                    | 14    | 1     | 5     |
| Sous-total            | Sous-total                   | Sous-total            | 79          | 36          | 22          | 9               | 6               | 8               | 3                 | 0                 | 0                 | 1          | 0          | 0          | -                              | 20                             | 6                              | 5                              | -                    | -                    | -                    | 112   | 48    | 35    |
| 2012-2013             | Al-Gharafa                   | Qatar Stars League    | 6           | 3           | 1           | 1               | 1               | 0               | -                 | -                 | -                 | -          | -          | -          | C1                             | 7                              | 2                              | 3                              | -                    | -                    | -                    | 14    | 6     | 4     |
| 2013-2014             | Al-Gharafa                   | Qatar Stars League    | 23          | 10          | 0           | 4               | 1               | 0               | -                 | -                 | -                 | -          | -          | -          | -                              | -                              | -                              | -                              | -                    | -                    | -                    | 27    | 11    | 0     |
| 2014-2015             | Al-Gharafa                   | Qatar Stars League    | 14          | 7           | 0           | -               | -               | -               | -                 | -                 | -                 | -          | -          | -          | -                              | -                              | -                              | -                              | -                    | -                    | -                    | 14    | 7     | 0     |
| Sous-total            | Sous-total                   | Sous-total            | 43          | 20          | 1           | 5               | 2               | 0               | -                 | -                 | -                 | -          | -          | -          | -                              | 7                              | 2                              | 3                              | -                    | -                    | -                    | 55    | 24    | 4     |
| 2014-2015             | West Ham United              | Premier League        | 8           | 0           | 0           | -               | -               | -               | -                 | -                 | -                 | -          | -          | -          | -                              | -                              | -                              | -                              | -                    | -                    | -                    | 8     | 0     | 0     |
| 2015                  | Vasco da Gama                | Brasileirão           | 20          | 9           | 4           | 3               | 0               | 1               | -                 | -                 | -                 | -          | -          | -          | -                              | -                              | -                              | -                              | -                    | -                    | -                    | 23    | 9     | 5     |
| 2016                  | Vasco da Gama                | Série B               | 31          | 13          | 9           | 7               | 1               | 1               | -                 | -                 | -                 | -          | -          | -          | -                              | -                              | -                              | -                              | 17                   | 7                    | 8                    | 55    | 21    | 18    |
| 2017                  | Vasco da Gama                | Brasileirão           | 31          | 5           | 6           | 3               | 3               | 0               | -                 | -                 | -                 | -          | -          | -          | -                              | -                              | -                              | -                              | 15                   | 3                    | 6                    | 49    | 11    | 12    |
| 2018                  | Vasco da Gama                | Brasileirão           | -           | -           | -           | -               | -               | -               | -                 | -                 | -                 | -          | -          | -          | -                              | -                              | -                              | -                              | 2                    | 1                    | 0                    | 2     | 1     | 0     |
| Sous-total            | Sous-total                   | Sous-total            | 82          | 27          | 19          | 13              | 4               | 2               | -                 | -                 | -                 | -          | -          | -          | -                              | -                              | -                              | -                              | 34                   | 11                   | 14                   | 129   | 42    | 35    |
| 2018                  | São Paulo FC                 | Brasileirão           | 35          | 8           | 5           | 4               | 2               | 1               | -                 | -                 | -                 | -          | -          | -          | CS                             | 4                              | 0                              | 0                              | 12                   | 2                    | 1                    | 55    | 12    | 7     |
| 2019                  | São Paulo FC                 | Brasileirão           | 2           | 0           | 1           | 2               | 0               | 0               | -                 | -                 | -                 | -          | -          | -          | CL                             | 2                              | 0                              | 0                              | 11                   | 1                    | 4                    | 17    | 1     | 5     |
| Sous-total            | Sous-total                   | Sous-total            | 37          | 8           | 6           | 6               | 2               | 1               | -                 | -                 | -                 | -          | -          | -          | -                              | 6                              | 0                              | 0                              | 23                   | 3                    | 5                    | 72    | 13    | 12    |
| 2019                  | Fluminense FC                | Brasileirão           | 25          | 3           | 3           | -               | -               | -               | -                 | -                 | -                 | -          | -          | -          | CS                             | 2                              | 0                              | 1                              | -                    | -                    | -                    | 27    | 3     | 4     |
| 2020                  | Fluminense FC                | Brasileirão           | 31          | 8           | 5           | 6               | 6               | 1               | -                 | -                 | -                 | -          | -          | -          | CS                             | 2                              | 0                              | 0                              | 13                   | 6                    | 1                    | 52    | 20    | 7     |
| 2021                  | Fluminense FC                | Brasileirão           | 15          | 1           | 0           | 5               | 1               | 0               | -                 | -                 | -                 | -          | -          | -          | CL                             | 10                             | 2                              | 2                              | 7                    | 1                    | 4                    | 37    | 5     | 6     |
| Sous-total            | Sous-total                   | Sous-total            | 71          | 12          | 8           | 11              | 7               | 1               | -                 | -                 | -                 | -          | -          | -          | -                              | 14                             | 2                              | 3                              | 20                   | 7                    | 5                    | 116   | 28    | 17    |
| 2021                  | Vasco da Gama                | Série B               | 14          | 4           | 3           | -               | -               | -               | -                 | -                 | -                 | -          | -          | -          | -                              | -                              | -                              | -                              | -                    | -                    | -                    | 14    | 4     | 3     |
| 2022                  | Vasco da Gama                | Série B               | 33          | 7           | 7           | 2               | 0               | 1               | -                 | -                 | -                 | -          | -          | -          | -                              | -                              | -                              | -                              | 10                   | 5                    | 3                    | 45    | 12    | 11    |
| 2023                  | Vasco da Gama                | Brasileirão           | -           | -           | -           | 2               | 1               | 0               | -                 | -                 | -                 | -          | -          | -          | -                              | -                              | -                              | -                              | 9                    | 1                    | 2                    | 11    | 2     | 2     |
| Sous-total            | Sous-total                   | Sous-total            | 47          | 11          | 10          | 4               | 1               | 1               | -                 | -                 | -                 | -          | -          | -          | -                              | -                              | -                              | -                              | 19                   | 6                    | 5                    | 70    | 18    | 16    |
| 2023                  | EC Juventude                 | Série B               | 28          | 7           | 7           | -               | -               | -               | -                 | -                 | -                 | -          | -          | -          | -                              | -                              | -                              | -                              | -                    | -                    | -                    | 28    | 7     | 7     |
| 2024                  | EC Juventude                 | Série A               | 28          | 3           | 4           | 3               | 0               | 0               | -                 | -                 | -                 | -          | -          | -          | -                              | -                              | -                              | -                              | 5                    | 0                    | 0                    | 36    | 3     | 4     |
| 2025                  | EC Juventude                 | Série A               | 8           | 0           | 0           | 1               | 0               | 0               | -                 | -                 | -                 | -          | -          | -          | -                              | -                              | -                              | -                              | 6                    | 0                    | 2                    | 15    | 0     | 2     |
| Sous-total            | Sous-total                   | Sous-total            | 64          | 10          | 11          | 4               | 0               | 0               | -                 | -                 | -                 | -          | -          | -          | -                              | -                              | -                              | -                              | 11                   | 0                    | 2                    | 79    | 10    | 13    |
| Total sur la carrière | Total sur la carrière        | Total sur la carrière | 723         | 191         | 113         | 65              | 22              | 18              | 6                 | 2                 | 0                 | 1          | 0          | 0          | -                              | 74                             | 14                             | 11                             | 112                  | 30                   | 31                   | 981   | 259   | 173   |

## Palmarès

### En équipe
| Santos FC                                                                                 | Paulista FC (2)                                                                                    | Paris Saint-Germain (1) | AS Monaco                              | Vasco da Gama (1)                        |
| ----------------------------------------------------------------------------------------- | -------------------------------------------------------------------------------------------------- | --- | -------------------------------------- | ---------------------------------------- |
| - Copa Libertadores : - Finaliste : 2003 - Championnat du Brésil : - Vice-champion : 2003 | - Championnat du Brésil D3 : - Champion : 2001 - Championnat Paulista Série A2 : - Champion : 2001 | - Championnat de France : - Champion : 2013 - Vice-champion : 2012 - Coupe de France : - Finaliste : 2011 - Trophée des champions : - Finaliste : 2010 | - Coupe de France : - Finaliste : 2010 | - Championnat de Rio : - Champion : 2016 |

### Distinctions personnelles
- Meilleur joueur du championnat de Brésil en 2015
- Trophée UNFP-RTL-L'Équipe du meilleur joueur de Ligue 1 du mois de décembre 2010
- Trophée UNFP-RMC-L'Équipe du meilleur joueur de Ligue 1 du mois d'octobre 2011
- Trophée UNFP-RTL-L'Équipe du meilleur joueur de Ligue 1 en 2011
- Équipe-type Ligue 1 saison 2010-2011 et 2011-2012
- Élu Joueur étranger de l'année de Ligue 1 en 2010

## Vie privée
Il est marié avec Jessica Guarducci, est le père de 2 garçons, Lucas et Leonardo.
Depuis octobre 2012 Nenê devient l’un des ambassadeurs EA Sports pour le jeu Fifa 13 avec Karim Benzema et Lionel Messi.